# Umbonichiton hymenantherae
Umbonichiton hymenantherae är en insektsart som först beskrevs av William Miles Maskell 1885.  Umbonichiton hymenantherae ingår i släktet Umbonichiton och familjen skålsköldlöss. Inga underarter finns listade i Catalogue of Life.